# (3158) Anga
(3158) Anga (1976 SU2) ist ein ungefähr sieben Kilometer großer Asteroid des mittleren Hauptgürtels, der am 24. September 1976 vom russischen (damals: Sowjetunion) Astronomen Nikolai Stepanowitsch Tschernych am Krim-Observatorium (Zweigstelle Nautschnyj) auf der Halbinsel Krim (IAU-Code 095) entdeckt wurde. Er gehört zur Maria-Familie, einer Gruppe von Asteroiden, die nach (170) Maria benannt ist.

## Benennung
(3158) Anga wurde nach dem Dorf Anga in Sibirien benannt, das der Geburtsort der Ethnographen Innokenti Weniaminow (1797–1879) und Afanassi Prokofjewitsch Schtschapow (1831–1876) aus dem Russischen Kaiserreich war.